# Waynesfield (Ohio)
Waynesfield es una villa ubicada en el condado de Auglaize en el estado estadounidense de Ohio. En el Censo de 2010 tenía una población de 847 habitantes y una densidad poblacional de 441,93 personas por km².

## Geografía
Waynesfield se encuentra ubicada en las coordenadas 40°36′9″N 83°58′24″O / 40.60250, -83.97333. Según la Oficina del Censo de los Estados Unidos, Waynesfield tiene una superficie total de 1.92 km², de la cual 1.92 km² corresponden a tierra firme y (0%) 0 km² es agua.

## Demografía
Según el censo de 2010, había 847 personas residiendo en Waynesfield. La densidad de población era de 441,93 hab./km². De los 847 habitantes, Waynesfield estaba compuesto por el 97.76% blancos, el 0.59% eran afroamericanos, el 0.24% eran amerindios, el 0.12% eran asiáticos, el 0% eran isleños del Pacífico, el 0.71% eran de otras razas y el 0.59% pertenecían a dos o más razas. Del total de la población el 2.13% eran hispanos o latinos de cualquier raza.